# Ingvar Svensson (Entomologe)
Ingvar Svensson (* 29. Juli 1919 in Glimåkra; † 17. Februar 2011 in Nosaby in der südschwedischen Provinz Skåne län) war ein schwedischer Forstingenieur und Lepidopterologe.

## Leben

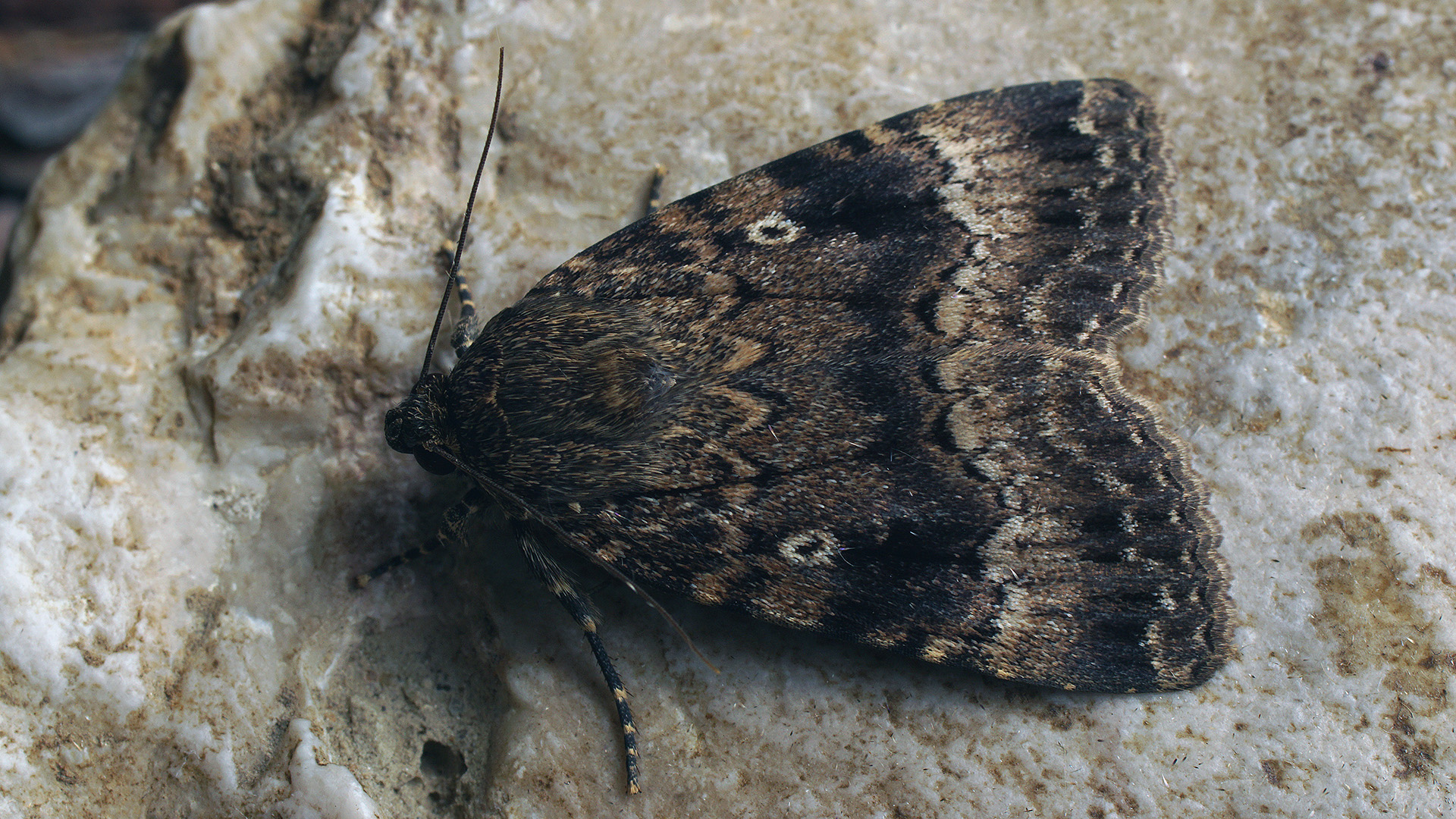
Svenssons Pyramideneule

Svensson verbrachte seine Kindheit auf einem Bauernhof in Südschweden, kam dadurch frühzeitig in Kontakt zur Natur und begann Pflanzen und Schmetterlinge zu sammeln. Da er nicht in der Nähe eines Studienortes lebte, begann er zunächst ein Fernstudium, machte ein forstwirtschaftliches Praktikum und schloss sein Studium 1946 als Forstingenieur in Stockholm mit hervorragenden Noten ab. Er führte auch ein Jagdmeisterstudium durch, das er 1947 als Ziviljäger abschloss. Svensson arbeitete als Forstbeamter in verschiedenen Regionen Schwedens und war weiterhin entomologisch sehr aktiv. Sein Hauptinteresse galt den früher als Kleinschmetterlinge (Microlepidoptera) bezeichneten Arten. Während seiner mehr als 70-jährigen Karriere als Schmetterlingssammler beschrieb er neue Arten mit Typusstandorten in Schweden und katalogisierte ca. 2000 neue Provinzfunde. Svensson unternahm außerdem zahlreiche Expeditionen nach Finnland, Norwegen, Österreich und Zentralasien sowie nach Australien, Neuguinea und Japan. Er erkannte, dass es neben der Pyramideneule (Amphipyra pyramidea) eine weitere, sehr ähnliche Art gab, die zuvor nur als Unterart klassifiziert war und die nun als Amphipyra berbera bezeichnet wurde. Svensson zu Ehren erhielt die Art den Trivialnamen Svenssons Pyramideneule. Auch der zu den Zwergminiermotten (Nepticulidae) zählende Svenssons Eichen-Zwergminierfalter (Stigmella svenssoni) wurde ihm gewidmet.
Seine umfangreiche Schmetterlingssammlung befindet sich zum Großteil im Biologischen Museum der Universität Lund sowie in der Christian-Albrechts-Universität zu Kiel.

## Schriften
Zu entomologischen Themen verfasste Svensson ca. 90 Publikationen.

## Nach Svensson benannte Taxa (Auswahl)
Mehrere Schmetterlingsarten wurden zu Ehren von Svensson benannt. Dazu gehören:
- Aporophyla svenssoni Hansson, 1952
- Tinea svenssoni Opheim, 1965
- Stigmella svenssoni (Johansson, 1971) – Svenssons Eichen-Zwergminierfalter
- Coleophora svenssoni Bladizzone, 1985